# Pseudapis interstitinervis
Pseudapis interstitinervis är en biart som först beskrevs av Embrik Strand 1912.  Pseudapis interstitinervis ingår i släktet Pseudapis och familjen vägbin. Inga underarter finns listade i Catalogue of Life.